# Drozd rudobrzuchy
Drozd rudobrzuchy (Turdus rufiventris) – gatunek średniej wielkości ptaka z rodziny drozdowatych (Turdidae), zamieszkujący Amerykę Południową; narodowy ptak Brazylii. Nie jest zagrożony.
Podgatunki i zasięg występowania
Wyróżnia się dwa podgatunki T. rufiventris:
- T. r. juensis (Cory, 1916) – północno-wschodnia Brazylia
- T. r. rufiventris Vieillot, 1818 – wschodnia Boliwia do południowo-wschodniej Brazylii, Urugwaju i północnej Argentyny

Morfologia

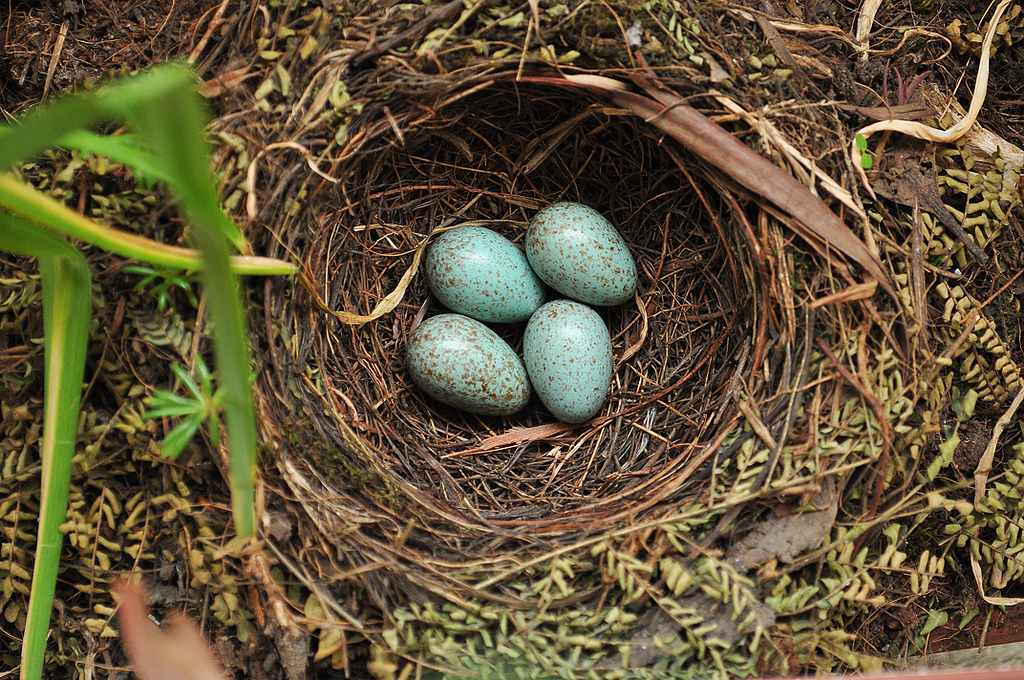
Gniazdo z jajami

Długość ciała 23–25 cm; masa ciała 68–82 g (średnio 78 g).
Dorosły samiec ma oliwkowo-brązowy wierzch ciała z szarawym gdzieniegdzie odcieniem, zwłaszcza na głowie i twarzy. Skrzydła i ogon są bardziej brązowe. Policzki i gardło białe z brązowym kreskowaniem. Pierś przeważnie żółtawa do bladobrązowej. Reszta spodu ciała jest koloru jaskrawopomarańczowego do pomarańczoworudego. Dziób żółto-szary. Oczy ciemnobrązowe, otoczone wąskimi, pomarańczowożółtymi obrączkami ocznymi. Nogi i stopy ubarwione różnie – na szaro, różowawo lub w kolorze rogu z fioletowym odcieniem. Obie płcie są podobne, samica jest nieco bardziej matowa i ma bardziej szary dziób.
Status
Międzynarodowa Unia Ochrony Przyrody (IUCN) uznaje drozda rudobrzuchego za gatunek najmniejszej troski (LC – least concern) nieprzerwanie od 1988 roku. Liczebność populacji nie została oszacowana, ale ptak ten opisywany jest jako pospolity. Ze względu na brak dowodów na spadki liczebności bądź istotne zagrożenia dla gatunku, BirdLife International uznaje trend liczebności populacji za stabilny.
Znaczenie dla człowieka
Drozd ten, nazywany po portugalsku sabiá-laranjeira, posiadający pomarańczowe podbrzusze i odznaczający się charakterystycznym śpiewem, ogłoszony został narodowym ptakiem Brazylii 4 października 2002 roku. Ze względu na swój atrakcyjny śpiew w Brazylii bywa często trzymany jako ptak klatkowy.